# Twardzica (wada drewna)

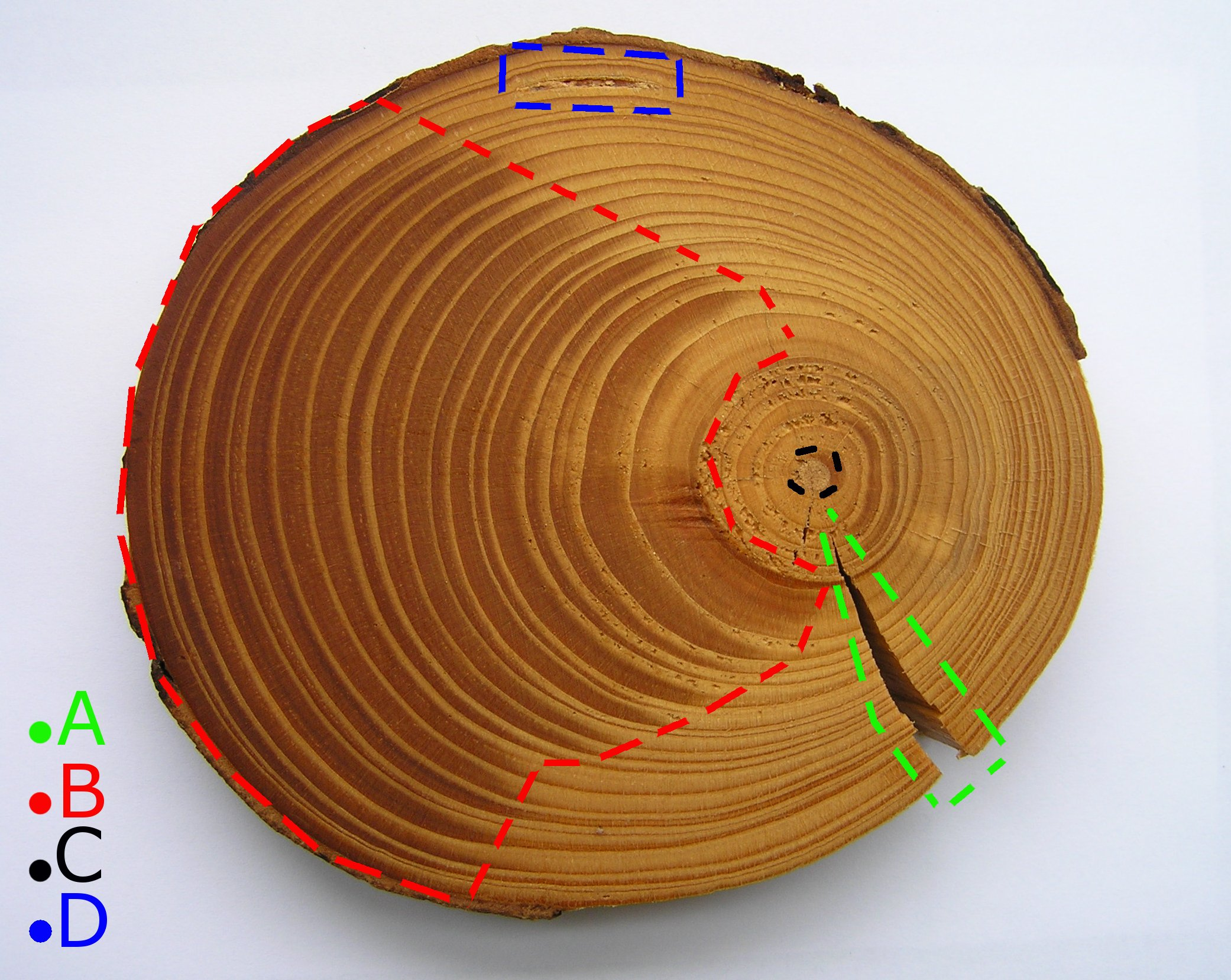
Twardzica na przekroju poprzecznym pnia świerka (B) w towarzystwie innych wad

Twardzica, drewno kompresyjne, drewno naciskowe – wada drewna z grupy wad budowy, określana również jako drewno reakcyjne. Tworzy się w drewnie drzew iglastych. Widoczna na przekroju poprzecznym drewna okrągłego jako czerwonobrunatna strefa słoja rocznego. Przypomina drewno późne, zajmuje znaczną lub całą szerokość słoja rocznego, może obejmować pojedynczy słój, wycinek przekroju bądź też tworzyć nieregularny pierścień.
Twardzica występuje często obok krzywizny, mimośrodowości rdzenia i spłaszczenia, najczęściej w odziomkowej części pnia.
Twardzica zmniejsza wartość użytkową w niektórych wyrobach drzewnych. W tarcicy zmienia właściwości fizykomechaniczne drewna i utrudnia obróbkę z powodu zwiększonej twardości, powoduje pękanie i paczenie się materiału.
Pomiar określa się na czole drewna: szacunkowo udział twardzicy w odniesieniu do jego powierzchni (np. 1/4, 1/3 itp.). W wypadku tarcicy oznacza się rozmiar wady w stosunku do jej odpowiednich wymiarów.